# Mussy-sur-Seine
Mussy-sur-Seine ist eine französische Gemeinde mit 944 Einwohnern (Stand: 1. Januar 2022) im Département Aube in der Region Grand Est; sie gehört zum Arrondissement Troyes und zum Kanton Bar-sur-Seine. Die Einwohner werden Musséens genannt.

## Geographie
Mussy-sur-Seine liegt etwa 47 Kilometer südöstlich von Troyes an der Seine. Umgeben wird Mussy-sur-Seine von den Nachbargemeinden Plaines-Saint-Lange im Nordwesten und Norden, Essoyes im Norden und Nordosten, Grancey-sur-Ource im Osten, Charrey-sur-Seine im Südosten und Süden, Gomméville im Süden, Molesmes im Südwesten, Les Riceys im Westen sowie Gyé-sur-Seine im Westen und Nordwesten.
Durch die Gemeinde führt die frühere Route nationale 71 (heutige D671). 

## Bevölkerungsentwicklung
| Jahr                       | 1962 | 1968 | 1975 | 1982 | 1990 | 1999 | 2006 | 2019 |
| Einwohner                  | 1351 | 1429 | 1682 | 1684 | 1481 | 1277 | 1185 | 1017 |
| Quellen: Cassini und INSEE |      |      |      |      |      |      |      |      |

## Sehenswürdigkeiten
- Kirche Saint-Pierre-ès-Liens, Monument historique seit 1840
- Kapellen Saint-Roch und Sainte-Élisabeth
- Calvaire aus dem 16. Jahrhundert
- Turm Le Boulevard und Turm aus dem 13. Jahrhundert

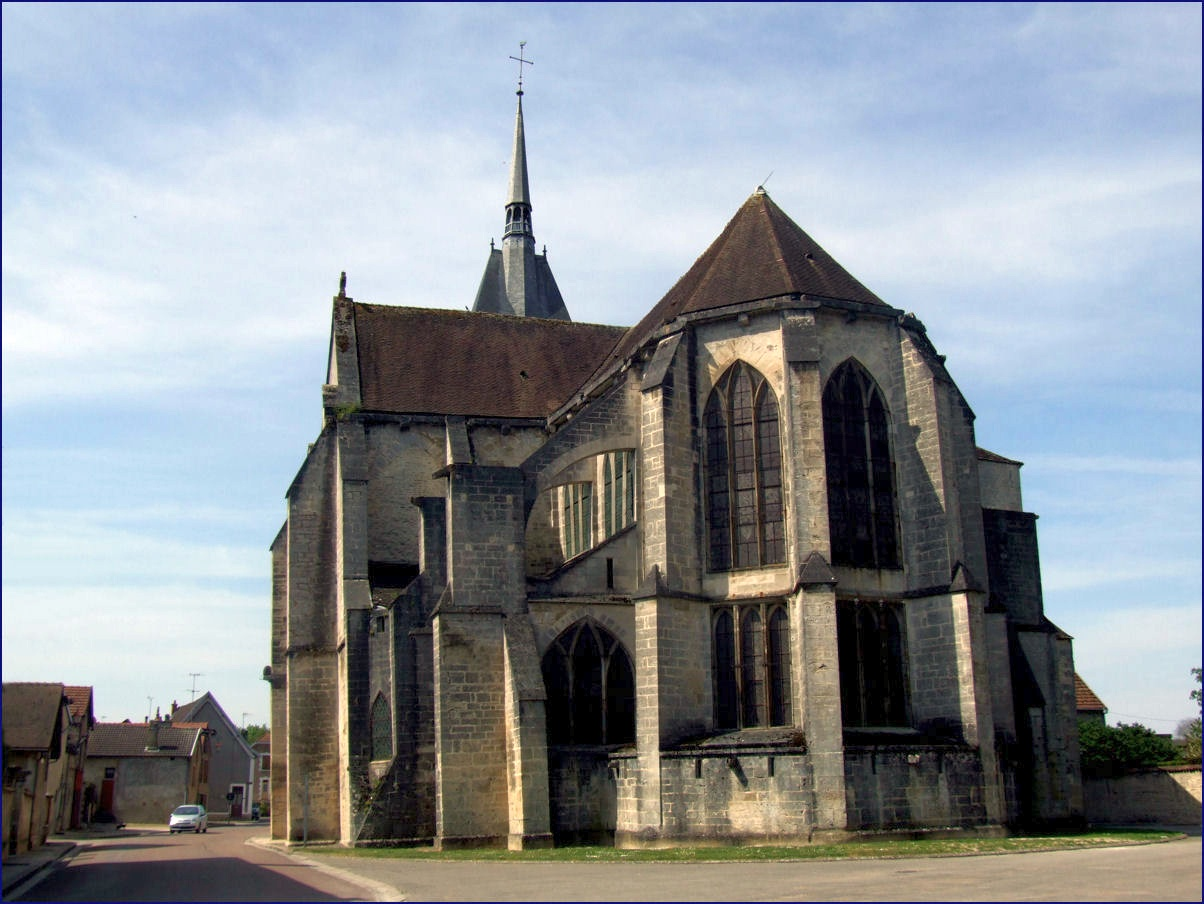
Kirche Saint-Pierre-ès-Liens

## Persönlichkeiten
- Edmé Boursault (1638–1701), Schriftsteller, Dramaturg